# Социал-демократическая партия (Саар)
Социал-демократическая партия Саара (нем. Sozialdemokratische Partei де Saarlands, сокращенно SPS) — политическая партия, существовавшая между 1946 и 1956 годами в Саарском протекторате. У неё был недолговечный предшественник, Социал-демократическая региональная партия территории Саар (нем . Sozialdemokratische Landespartei des Saargebiets, сокращенно SPDS), существовавшая в период с 1933 по 1935 год на территории Саара.

## В 19 веке
В 1872 году Социал-демократическая партия Германии (СДПГ) впервые собрала митинг в городе Санкт-Иоганне (ныне Саарбрюккен), чтобы заручиться поддержкой сторонников, которые начали деятельность местной партии. Однако СДПГ была менее успешной в промышленном регионе Саарского бассейна чем в других промышленно развитых регионах Германской империи. Это было связано с доминированием угольной и сталелитейной промышленности в Саарском угольном районе, который демонстрировал сильные патерналистские черты, обеспечивая своим работникам лучшие условия жизни, чем в других отраслях, которые снова играли более важную роль в других промышленных регионах Германии. Другой особенностью был сильный консерватизм среди многих жителей Саарского бассейна: избиратели-католики часто скорее цеплялись за Центристскую партию или избиратели заявленной протестантской ориентации, меньшинство в Саарском бассейне, голосующие за Национал-либеральную партию.
Как только в 1893 году в Саарбрюккене был основан агитационный комитет (Agitationskomitee), чтобы совершить поездку по региону Трир, распространяя идеи СДПГ и поощряя создание местных организаций в этом регионе. В 1898 году была основана избирательная ассоциация Саарского угольного округа (Wahlverein Saarrevier) для поддержки кандидатов от СДПГ, баллотирующихся в рейхстаг. В 1903 году объединённый комитет агитации для округов Рейхстага, Трир, регион № 4 (с Зарлуи, Мерцигом, Саарбургом в Рейнской области) и № 5 (Саарбрюккен; № 4 и 5, в основном охватывающие прусский угольный округ Саар), Пфальц, № 4 (с Цвайбрюккеном, Пирмазенсом, охватывающим юго-запад этого Баварского региона) и Эльзас-Лотарингия № 12 (с Сааргемюндом, Форбахом в Лотарингии, охватывающим северо-восток департамента Лотарингия), с местонахождением в Саарбрюккене.
На выборах в Рейхстаг 1912 года СДПГ получила 13 % голосов в городе Саарбрюккен, что является вторым самым низким результатом для СДПГ среди всех немецких городов с населением более 100 000 человек. В 1917 году СДПГ раскололась на более радикальных независимых социал-демократов (НСДПГ) и более умеренных социал-демократов большинства (МСДП), воссоединившихся в 1922 году.
После отделения территории Саарского бассейна (территория Саар) от Германии в 1920 году и захвата всей угольной и сталелитейной промышленности французским правительством с целью использования репараций антагонизм между капиталистами и рабочими, ранее менее развитый в Сааре Угольный район с его многочисленными патерналистскими предпринимателями превратился в вопрос, задуманный как националистический вопрос, упрощенный французскими правительственные агентами, эксплуатировавшие немецких рабочих. Националистические взгляды накалялись.
Региональный совет насчитывал 30 членов, Управляющая комиссия сознательно определила одного человека в качестве председателя, президента Регионального совета (Landesratspräsident). В первый законодательный период Регион даже не выбирал президента из числа Регионального Совета. Собрание не было парламентом, а было только совещательным, представители должны были только быть услышаны, но не имели права голоса в законодательстве. Повестка дня для обсуждения утверждается исключительно Управляющей комиссией. Члены областного совета не имели ни права запроса, ни права активно вносить вопрос в повестку дня, не говоря уже о том, что они имели право вносить законопроект. Его члены не пользовались иммунитетом. Таким образом, в случае, если Управляющая комиссия не включила вопрос в повестку дня Регионального совета, она могла только послать делегации в Лигу Наций с просьбами, что и сделал Региональный совет. В областном совете у СДПГ было пять (1922, 1928), шесть (1924) и три места (1932), всего за эти годы девять различных представителей социал-демократов избирались один или несколько раз.
При такой ситуации социал-демократы присоединились к так называемому прогерманскому блоку в Региональном совете, выступая против автократического правления Управляющей комиссии. СДПГ потребовала вернуть Саарскую территорию Германии, чтобы позволить саарскому народу жить в стране, позволяющей народу избирать парламент и свое правительство на основе самоопределения.
В нацистской Германии, где многие социал-демократы уже были арестованы, скрываются, сосланы или даже убиты после захвата власти нацистами, 22 июня 1933 года СДПГ была официально объявлена вне закона, как и профсоюзы и всевозможные рабочие организации в области образования и культуры, спорт и тому подобное. Те члены исполнительной власти Рейха СДПГ, которые все ещё не арестованы, ещё не были сосланы и могли бежать, прибыли на территорию Саара сразу после запрета партии в Германии. Как организация, базирующаяся на территории Саар, Унтербезирк Саар не подпадал под партийный запрет в Германии, и исполнительная власть Рейха СДПГ и региональная исполнительная власть СДПГ Саар провели консультации по ситуации и что делать. В то время как большая часть исполнительной власти Рейха воздерживалась и отвергала любое сотрудничество СДПГ с такими партиями, как Коммунистическая партия Германии (КПГ), которая выступала за диктатуру не меньше, чем нацисты, исполнительная власть Саара чувствовала желание наладить сотрудничество с коммунистами, которые давно боролись с веймарской демократией. Они осуждали СДПГ социал-фашистов.
После нацистского переворота в Германии социал-демократы и коммунисты в Саарской территории, причем обе их центральные партийные организации в Германии были уничтожены, а многие их товарищи по партии были заключены в тюрьму или даже убиты, вышли из совместной оппозиции партий в Региональном совете. Социал-демократы все же поддержали свое требование демократии, но после того, как Германия превратилась в диктатуру, статус-кво на территории Саар оказался второстепенным злом.
Коммунисты со своими собственными идеями о диктатуре пролетариата также опасались возвращения территории Саар в Германию, управляемую нацистами. СДПГ и КПГ на территории Саара теперь агитировали за сохранение статус-кво причем СДПГ надеялась на восстановление демократической Германии, а коммунисты желали Советской Германии. Однако другие партии в Региональном совете также поддержали скорейшее возвращение Саарской территории, даже несмотря на то, что их партийные организации в нацистской Германии были запрещены или распущены в ожидании этого, а члены партии были смещены с должностей, запрещены публичные или арестованные.
Путем сотрудничества с коммунистами исполнительная власть Унтербезирк-Саар хотела объединить все желающие полномочия, чтобы получить голоса на предстоящем референдуме против немедленного возвращения в Германию, но для сохранения статус-кво. Конечно, администрация СДПГ Рейха также была явно за сохранение статус-кво, но против проведения кампании с коммунистами. После нескольких дней пребывания на территории Саар рейхс- исполнительная власть СДПГ перебралась в Прагу, где рейховская исполнительная власть СДПГ, приняв свое эмигрантское имя SoPaDe, могла оставаться до тех пор, пока державы, заключившие Мюнхенское соглашение, не решат вопрос о распаде Чехословакии в октябре 1938 года

## 1933—1935: Социал-демократическая региональная партия территории Саар
12 ноября 1933 года Unterbezirk Saar из СДПГ провела свой партийный съезд в Саарбрюккене, одобренный SoPaDe, на котором присутствовали его представители и делегаты Социалистического Интернационала. На этом съезде Unterbezirk Saar, не согласившись с SoPaDe на сотрудничестве с коммунистами, получил независимость от SPD и преобразовал в независимую партию, Социал-демократическую региональную партию территории Саар (нем. Sozialdemokratische Landespartei des Saargebiete; SPdS, иногда сокращенно SLS).
2 июля 1934 года СПДС и саарские коммунисты начали сотрудничество. В то время как референдум изначально планировался, чтобы предложить избирателям только выбор между возвращением территории Саар в Германию или присоединением к Франции, сторонники сохранения статус-кво побудили Управляющую комиссию добавить этот вариант в бюллетень в качестве третьего варианта. документы. В 1935 году СПДС и Саарское отделение КПГ сформировали единый фронт. От имени СДПБ декларацию о единой партии от 29 января 1935 года подписал Макс Браун, с 1928 года возглавлявший Унтербезирк Саар, а затем СДПБ соответственно. Эмиль Киршманн был партийным секретарем СПДС.

## 1935—1945: Подавление
Однако на референдуме о статусе Саара в 1935 году жители Саарской территории большинством голосов проголосовали за воссоединение Саарской территории с Германией. Впоследствии СДПБ была объявлена вне закона, многие из её сторонников, особенно известные тем, что выполняли партийные функции, бежали с территории Саара в период между референдумом и нацистским захватом власти. Более 40 социал-демократов из Саарской территории были убиты нацистским режимом.
В Фельклингене первая местная организация SPD был покорился летом 1945 года Макс Браун, сосланный последний президент СПДС подготовил его возвращение к Саар бассейна, но умер в Лондоне в июле. В октябре 1945 года бассейн Саара находился под французской оккупацией с июля. Социал-демократическая районная организация была вновь создана после 10 лет подавления в задней комнате для собраний ресторана Саарбрюккена. Первоначальное название — Социал-демократическая партия Германии, Саарский округ (СДПГ, Безирк Саар) согласно которому СДПГ называла высшие региональные подразделения (Безирк, то есть район).

## 1946 по 1956: Социал-демократическая партия Саара
Однако французские оккупационные власти, готовившие отделение Саарской области от оккупированной союзниками Германии, настояли на удалении термина «Германия», и партия была переименована в Социал-демократическую партию Саарского округа, чтобы зарегистрировать её в январе 1946 года этим официальным отделением от СДПГ не последовало принятие собственной партийной платформы Саара.
Тем не менее на практике лидеры Социал-демократической партии Саара потворствовали и вскоре поддержали французскую политику экономической интеграции Саарской области с Францией, в то время как политически социал-демократы стремились к автономии Саара. Внутри партии, однако, было три группы с разными взглядами: те, которые требовали полной аннексии Саара к Франции, те, которые осуждали такое отношение как сепаратизм и выступали за воссоединение с Германией, и, в-третьих, те, которые хотели автономного Саара.
На выборах в Саарский ландтаг в 1947 году (32,8 %), в 1952 году (32,4 %) СПС ни разу не превзошла результатов Христианской народной партии Саара (CVP, с 51,2 % в 1947 году и 54,7 % в 1952 году), и, таким образом, — в качестве младшего партнера — присоединился к коалиции под руководством Йоханнеса Хоффмана с 1947 по апрель 1951 года с двумя министрами, Ричардом Кирном из министерства труда и социального обеспечения и Хайнцем Брауном из министерства юстиции. Во втором кабинете Хоффмана не было министров СПС, но Браун и Кирн воссоединились с его третьим кабинетом, исполнявшим обязанности с 23 декабря 1952 г. по 17 июля 1954 г. Затем коалиция CVP и SPS распалась из-за конфликта вокруг закона о формировании трудовых советов .
Что касается вопроса Саара, лидеры СПС сохранили свои позиции, лелея идею кооперативной Европы и агитировали за закон Саара в 1955 Сааре референдума. Это, конечно, подверглось критике со стороны некоторых внутри партии, что привело к длительным и ожесточенным спорам среди членов партии. Первая попытка прогерманской фракции в СПС во главе с Эрнстом Ротом завоевать партию за свое мнение привела к полной изоляции Рота, который, наконец, был вынужден уйти в отставку с поста члена исполнительного руководства партии. Вторая попытка в 1951 году под руководством Курта Конрада получил достаточно поддержки, так что Конрад баллотировался в качестве кандидата на пост председателя партии против Кирна, а другой прогерманский кандидат баллотировался на пост заместителя председателя. Эти попытки потерпели неудачу, но Кирн был переизбран только против оппозиции видимого меньшинства. Хотя прогерманская фракция росла, Кирн инициировал процедуру исключения Конрада из партии. Прежде чем это могло произойти, он ушел из партии.
14 марта 1952 года некоторые недовольные члены СПС подали заявку на регистрацию новой политической партии, Немецкой социал-демократической партии (DSP), которая была неофициально сформирована как внутрипартийная группа СПС в 1947 году, но власти отказались разрешить регистрацию. В июле 1955 года запрет на так называемые прогерманские партии был снят, и тогда DSP вышла в свет.
Электорат Саара отреагировал на эти события на выборах в декабре 1955 года, предоставив неутешительную долю в 5,8 % голосов за СПС. DSP, с другой стороны, набрал 14,3 %. Как следствие, SPS затем решила слиться с DSP с 18 марта 1956 года, образовав затем Landesverband Saar (Саарское государственное объединение) Социал-демократической партии Германии. Протекторат Саар был преобразован в регион Саар в составе Западной Германии по случаю Малого воссоединения Германии 1 января 1957 года.